# Энергетика Коми
Энергетика Республики Коми — сектор экономики региона, обеспечивающий производство, транспортировку и сбыт электрической и тепловой энергии. По состоянию на начало 2021 года, на территории Республики Коми эксплуатировались 1356 электростанций и автономных источников питания, подавляющее большинство из которых представлено небольшими электростанциями, обслуживающими конкретных потребителей. При этом более 90 % электроэнергии производят несколько крупных станций — Печорская ГРЭС, ТЭЦ СЛПК, Воркутинская ТЭЦ-2, Сосногорская ТЭЦ. Общая мощность электростанций (мощностью более 5 МВт) составляет 2467,8 МВт, в 2020 году они произвели 9,7 млрд кВт·ч электроэнергии.

## История
Начало использования электричества на территории Коми относится к 1908 году, когда на Варваринских нефтепромыслах вблизи пос. Водный была введена в эксплуатацию небольшая электростанция, принадлежавшая инженеру-механику Александру Гансбергу. В 1916 году в Усть-Сысольске (современный Сыктывкар) в здании ремесленной школы заработала электростанция мощностью 3,5 кВт, вырабатывавшая постоянный ток; помимо школы, она обеспечивала электроэнергией здания уездного съезда и больницы. В 1920 году в Усть-Сысольске была пущена первая электростанция общего пользования мощностью 25 кВт, работавшая на дровах. По состоянию на 1928 год, все электростанции региона в год вырабатывали всего 300 тысяч кВт·ч электроэнергии.
В 1935 году в Воркуте был введён в эксплуатацию локомобиль мощностью 200 кВт, к 1937 году его мощность была доведена до 1000 кВт. Но для обеспечения электроэнергией создаваемых угольных шахт этого не хватало, и в 1940 году было начато строительство Воркутинской ТЭЦ-1, ставшей первой относительно крупной электростанцией в Коми. Её первый турбоагрегат мощностью 5 МВт был пущен в 1942 году, впоследствии станция неоднократно расширялась. В 1949 году были введены в эксплуатацию первые два турбоагрегата Интинской ТЭЦ. В 1952 году было начато строительство Воркутинской ТЭЦ-2, первый турбоагрегат которой заработал в 1955 году.
К 1960-му году на территории Коми эксплуатировались 1916 электростанций во множестве небольших, изолированных друг от друга энергоузлов, суммарно они вырабатывали более миллиарда киловатт-часов в год. В 1960 году был пущен первый турбоагрегат мощностью 12 МВт Сосногорской ТЭЦ, а в 1963 году строительство первой очереди станции мощностью 36 МВт было завершено; впоследствии мощность Сосногорской ТЭЦ была значительно увеличена. В 1964 году электроэнергетическое хозяйство региона, включая электростанции общей мощностью 309 МВт, было объединено в составе районного энергетического управления (РЭУ) «Комиэнерго». В 1966 году была пущена ТЭЦ Сыктывкарского ЛПК (ТЭЦ СЛПК), вторая по мощности электростанция региона. Был начат постепенный процесс объединения изолированных энергоузлов.
В 1974 году было начато строительство крупнейшей электростанции региона — Печорской ГРЭС, её энергоблоки были введены в эксплуатацию в 1979—1991 годах. В 1982 году энергосистема Коми (за исключением Воркутинского энергоузла, подключённого в 1985 году) была присоединена к единой энергосистеме России. В 1993—1995 годах была пущена одна из первых ветроэлектростанций России — Заполярная ВЭС мощностью 1,5 МВт, выведенная из эксплуатации в середине 2000-х годов. В 2010—2013 годах начали работу две газопоршневые электростанции (когенерационные установки) мощностью 6 МВт и 12 МВт, использующие в качестве топлива метан угольных пластов. В 2016—2017 годах были пущены Ярегская и Усинская ГТУ-ТЭЦ, обеспечившие электроэнергией предприятия по нефтедобыче.

## Генерация электроэнергии
По состоянию на начало 2021 года, на территории Республики Коми эксплуатировались 1356 электростанций и автономных источников питания, подавляющее большинство из которых представлено небольшими электростанциями, обслуживающими конкретных потребителей. Это 82 электростанции общего пользования, 627 электростанций, принадлежащих промышленным предприятиям, 455 — организациям транспорта, 30 — организациям сельского и лесного хозяйства, 61 — организациям строительства, 101 — прочим хозяйствующим субъектам. Общая мощность электростанций (мощностью более 5 МВт) составляет 2467,8 МВт, они производят более 90 % электроэнергии. Все они являются тепловыми электростанциями, это Печорская ГРЭС, Воркутинская ТЭЦ-1, Воркутинская ТЭЦ-2, Интинская ТЭЦ, Сосногорская ТЭЦ, ТЭЦ СЛПК, ЭС ООО «Плитный мир», ЭС ООО «Енисей», ЭС АО «Воркутауголь», ЭС ООО «ЛУКОЙЛ-Коми» (в том числе Ярегская и Усинская ГТУ-ТЭЦ), ЭС ООО «Газпром трансгаз Ухта». Спецификой энергетики региона является наличие зоны децентрализованного энергоснабжения, охватывающей 8 муниципальных районов, производство электроэнергией здесь в объёме около 10 млн кВт·ч в год производится небольшими дизельными электростанциями.

### Печорская ГРЭС
Расположена у г. Печора, один из источников теплоснабжения города. Крупнейшая тепловая электростанция региона. Блочная паротурбинная электростанция, в качестве топлива использует природный газ и попутный нефтяной газ. Турбоагрегаты станции введены в эксплуатацию в 1979—1991 годах. Установленная электрическая мощность станции — 1060 МВт, тепловая мощность — 327 Гкал/час, фактическая выработка электроэнергии в 2020 году — 9310 млн кВт·ч. Оборудование станции скомпоновано в пять энергоблоков, каждый из которых включает в себя турбоагрегат и котлоагрегат. Три энергоблока имеют мощность по 210 МВт, два — по 215 МВт. Принадлежит АО «Интер РАО — Электрогенерация».

### Воркутинская ТЭЦ-1
Расположена в г. Воркуте, один из источников теплоснабжения города. Паротурбинная теплоэлектроцентраль, в качестве топлива использует каменный уголь. Старейшая электростанция региона — турбоагрегаты станции введены в эксплуатацию в 1945—1964 годах, при этом сама станция эксплуатируется с 1942 года. Установленная электрическая мощность станции — 25 МВт, тепловая мощность — 176 Гкал/час, фактическая выработка электроэнергии в 2020 году — 93 млн кВт·ч. Оборудование станции включает в себя три турбоагрегата мощностью 6 МВт, 7 МВт и 12 МВт, а также 8 котлоагрегатов. Принадлежит ООО «Воркутинские ТЭЦ» (дочернее предприятие ПАО «Т Плюс»).

### Воркутинская ТЭЦ-2
Расположена в г. Воркуте, один из источников теплоснабжения города. Паротурбинная теплоэлектроцентраль, в качестве топлива использует каменный уголь (планируется перевод станции на природный газ в 2021—2022 годах). Турбоагрегаты станции введены в эксплуатацию в 1955—1974 годах. Установленная электрическая мощность станции — 270 МВт, тепловая мощность — 415 Гкал/час, фактическая выработка электроэнергии в 2020 году — 1009 млн кВт·ч. Оборудование станции включает в себя 7 турбоагрегатов: мощностью 60 МВт, 50 МВт, 47 МВт, 35 МВт, 28 МВт и два по 25 МВт, а также 9 котлоагрегатов. Принадлежит ООО «Воркутинские ТЭЦ».

### Интинская ТЭЦ
Расположена в г. Инте, один из источников теплоснабжения города. Паротурбинная теплоэлектроцентраль, в качестве топлива использует каменный уголь. Турбоагрегат станции введён в эксплуатацию в 1970 году, при этом сама станция эксплуатируется с 1949 года. Установленная электрическая мощность станции — 6 МВт, тепловая мощность — 171 Гкал/час, фактическая выработка электроэнергии в 2020 году — 45 млн кВт·ч. Оборудование станции включает в себя один турбоагрегат и 5 котлоагрегатов. Принадлежит ПАО «Т Плюс».

### Сосногорская ТЭЦ
Расположена в г. Сосногорске, единственный источник теплоснабжения города. Паротурбинная теплоэлектроцентраль, в качестве топлива использует природный газ. Турбоагрегаты станции были введены в эксплуатацию в 1969—1976 годах, при этом сама станция эксплуатируется с 1960 года. Установленная электрическая мощность станции — 377 МВт, тепловая мощность — 313 Гкал/час, фактическая выработка электроэнергии в 2020 году — 1568 млн кВт·ч. Оборудование станции включает в себя шесть турбоагрегатов: один мощностью 42 МВт, три мощностью по 55 МВт, один — 60 МВт и один — 110 МВт, а также 5 котлоагрегатов. Принадлежит ПАО «Т Плюс».

### ТЭЦ СЛПК
Расположена в г. Сыктывкаре, обеспечивает энергоснабжение Сыктывкарского целлюлозно-бумажного комбината, также является одним из источников теплоснабжения города. Паротурбинная теплоэлектроцентраль, в качестве топлива использует природный газ, черный щёлок и древесные отходы. Станция эксплуатируется с 1966 года. Установленная электрическая мощность станции — 487,7 МВт, тепловая мощность — 1392 Гкал/час. Оборудование станции включает в себя 9 турбоагрегатов, а также 9 котлоагрегатов и один содорегенерационный котёл. Принадлежит АО «СЛПК».

### ЭС ООО «ЛУКОЙЛ-Коми»
ООО «ЛУКОЙЛ-Коми» эксплуатирует несколько электростанций общей мощностью 182,2 МВт, обеспечивающих мощности по добыче нефти. Крупнейшими из них являются Ярегская и Усинская ГТУ-ТЭЦ.

#### Ярегская ГТУ-ТЭЦ
Также именуется энергоцентром «Ярега». Обеспечивает энергоснабжение мощностей по разработке Ярегского нефтяного месторождения. Газотурбинная теплоэлектроцентраль (ГТУ-ТЭЦ), в качестве топлива использует природный газ. Введена в эксплуатацию в 2017 году. Установленная электрическая мощность станции — 75 МВт, тепловая мощность — 79,5 Гкал/час. Оборудование станции включает в себя три газотурбинные установки, мощностью по 25 МВт, и три котла-утилизатора.

#### Усинская ГТУ-ТЭЦ
Также именуется энергоцентром «Уса». Обеспечивает энергоснабжение мощностей по разработке Усинского нефтяного месторождения. Газотурбинная теплоэлектроцентраль (ГТУ-ТЭЦ), в качестве топлива использует попутный нефтяной газ. Введена в эксплуатацию в 2016 году. Установленная электрическая мощность станции — 100 МВт (с учетом резервного турбоагрегата — 125 МВт), тепловая мощность — 152,1 Гкал/час. Оборудование станции включает в себя четыре газотурбинные установки (ещё одна установка находится в резерве), мощностью по 25 МВт, и четыре котла-утилизатора (ещё один котёл-утилизатор в резерве).

### ЭС АО «Воркутауголь»
Включают в себя электростанции общей мощностью 17,39 МВт, предназначенные для энергоснабжения угольных шахт. Крупнейшими из них являются две газопоршневые электростанции (когенерационные установки) мощностью 6 МВт и 12 МВт, введённые в эксплуатацию в 2010—2013 годах и работавшие на метане угольных пластов шахты «Северная». После аварии на шахте в 2016 году электростанции были законсервированы.

### ЭС ООО «Газпром трансгаз Ухта»
ООО «Газпром трансгаз Ухта» эксплуатирует 16 газопоршневых электростанций общей мощностью 30 МВт, обеспечивающие работу компрессорных станций магистральных газопроводов.

### ЭС ООО «Плитный мир»
Расположена в г. Емва, обеспечивает энергоснабжение предприятие по производству древесных плит (блок-станция). Мощность станции — 6 МВт.

### ЭС ООО «Енисей»
Расположена в г. Усинске, обеспечивает энергоснабжение нефтеперерабатывающего завода (блок-станция). Мощность станции — 6,5 МВт.

## Потребление электроэнергии
Потребление электроэнергии в Республике Коми (с учётом потребления на собственные нужды электростанций и потерь в сетях) в 2020 году составило 8571 млн кВт·ч, максимум нагрузки — 1279 МВт. Таким образом, Республика Коми является энергоизбыточным регионом. Функции гарантирующего поставщика электроэнергии выполняет АО «Коми энергосбытовая компания».

## Электросетевой комплекс
Энергосистема Республики Коми входит в ЕЭС России, являясь частью Объединённой энергосистемы Северо-Запада, находится в операционной зоне филиала АО «СО ЕЭС» — «Региональное диспетчерское управление энергосистемы Республики Коми» (Коми РДУ). Энергосистема региона связана с энергосистемами Ненецкого АО по двум ВЛ 220 кВ, Архангельской области по одной ВЛ 220 кВ и одной ВЛ 110 кВ, Кировской области по одной ВЛ 110 кВ.
Общая протяженность линий электропередачи составляет более 26 000 км, в том числе ВЛ 220 кВ — 1962,8 км, км, ВЛ 110 кВ — 5078,5 км, ВЛ 35 кВ и ниже — более 19 000 км. Магистральные линии электропередачи напряжением 220 кВ эксплуатируются филиалом ПАО «ФСК ЕЭС» — Северное ПМЭС, распределительные сети напряжением 110 кВ и менее — филиалом ПАО «МРСК Северо-Запада» в республике Коми (в основном) и территориальными сетевыми организациями.